# ETSI 300 220
ETSI 300 220 és una norma europea de telecomunicacions publicada per l'ETSI. És una normativa de comunicacions de capa física sense fils destinada a crear xarxes d'àrea personal de baixa potència i baixa velocitat de transmissió de dades, en el rang de freqüències de 25 MHz a 1000 MHz i nivells de potència d'emissió fins a 500 mW.

## Estructura de la norma
Part de la norma:
- ETSI 300 220-1 : Característiques tècniques i mètodes d'assaig[1]
- ETSI 300 220-2 : norma harmonitzada per a equips ràdio no especifics[4]
- ETSI 300 220-3-1 : norma harmonitzada per a equips d'alarma operant a les freqüències (869,200 MHz to 869,250 MHz)[5]
- ETSI 300 220-3-2 : norma harmonitzada per a equips d'alarma operant a les freqüències (868,60 MHz to 868,70 MHz, 869,25 MHz to 869,40 MHz, 869,65 MHz to 869,70 MHz)[6]
- ETSI 300 220-4 : norma harmonitzada per a equips de mesura de comptadors operant a les freqüències (169,400 MHz to 169,475 MHz)[7]

## ETSI 300 220-1
Aplicacions segons la banda de freqüència:( pàgina 9)
| Banda de freqüències | Aplicacions                                            |
| --- | ------------------------------------------------------ |
| 26,995 MHz, 27,045 MHz, 27,095 MHz, 27,145 MHz, 27,195 MHz, 34,995 MHz to 35,225 MHz, 40,665 MHz, 40,675 MHz, 40,685 MHz, 40,695 MHz | Control per a modelisme                                |
| 26,957 MHz a 27,283 MHz | Ús no especificat                                      |
| 40,660 MHz a 40,700 MHz | Ús no especificat                                      |
| 138,200 MHz a 138,450 MHz | Ús no especificat                                      |
| 169,400 MHz a 169,475 MHz | Seguiment i adquisició de dades, lectura de comptadors |
| 169,475 MHz a 169,4875 MHz | Alarmes                                                |
| 169,5875 MHz a 169,6000 MHz | Alarmes                                                |
| 433,050 MHz a 434,790 MHz | Ús no especificat                                      |
| 863,000 MHz a 870,000 MHz | Ús no especificat                                      |
| 864,800 MHz a 865,000 MHz | Aplicacions d'àudio                                    |
| 868,000 MHz a 868,600 MHz | Ús no especificat                                      |
| 868,600 MHz a 868,700 MHz | Alarmes                                                |
| 868,700 MHz a 869,200 MHz | Ús no especificat                                      |
| 869,200 MHz a 869,250 MHz | Alarmes                                                |
| 869,250 MHz a 869,300 MHz | Alarmes (0,1% de cicle de treball)                     |
| 869,300 MHz a 869,400 MHz | Alarmes (1% de cicle de treball)                       |
| 869,400 MHz a 869,650 MHz | Ús no especificat                                      |
| 869,650 MHz a 869,700 MHz | Alarmes                                                |
| 869,700 MHz a 870,000 MHz | Ús no especificat                                      |

Límits de potència radiada segons la banda de freqüència :( pàgina 28)
| Banda de freqüències | Aplicació           | Màxima potència radiada ERP | Espaiat de canal  | Accés al canal (cicle de treball) |
| --- | ------------------- | --------------------------- | ----------------- | --------------------------------- |
| 26,995 MHz, 27,045 MHz, 27,095 MHz, 27,145 MHz, 27,195 MHz 34,995 MHz a 35,225 MHz 40,665 MHz, 40,675 MHz, 40,685 MHz, 40,695 MHz | Modelisme           | 100 mW                      | 10 kHz 10 kHz     | Sense restricció                  |
| 26,957 MHz a 27,283 MHz | Ús no especificat   | 10 mW                       | Sense requeriment | Sense restricció                  |
| 40,660 MHz a 40,700 MHz | Ús no especificat   | 10 mW                       | Sense requeriment | Sense restricció                  |
| 138,200 MHz a 138,450 MHz | Ús no especificat   | 10 mW                       | Sense requeriment | 1%                                |
| 169,400 MHz a 169,475 MHz | Seguiment dades     | 500 mW                      | ≤50 kHz           | 1%                                |
| 169,400 MHz a 169,475 MHz | Lectura comptadors  | 500 mW                      | ≤50 kHz           | 10%                               |
| 169,475 MHz a 169,4875 MHz | Alarmes             | 10 mW                       | 12,5 kHz          | 0,1 %                             |
| 169,5875 MHz a 169,6000 MHz | Alarmes             | 10 mW                       | 12,5 kHz          | 0,1 %                             |
| 433,050 MHz a 434,790 MHz | Ús no especificat   | 10 mW                       | Sense requeriment | 10%                               |
| 433,050 MHz a 434,790 MHz | Ús no especificat   | 1mW                         | Sense requeriment | 100%                              |
| 434,040 MHz a 434,790 MHz | Ús no especificat   | 10 mW                       | ≤25 kHz           | 100%                              |
| 863,000 MHz a 870,000 MHz | Ús no especificat   | 25mW                        | ≤100 kHz          | 0,1% o LBT + AFA                  |
| 863,000 MHz a 870,000 MHz | Ús no especificat   | 25mW                        | Sense requeriment | 0,1% o LBT + AFA                  |
| 863,000 MHz a 870,000 MHz | Ús no especificat   | 25mW                        | ≤100 kHz          | 0,1% o LBT                        |
| 864,800 MHz a 865,000 MHz | Aplicacions d'àudio | 10 mW                       | ≤50 kHz           | Sense restricció                  |
| 868,000 MHz a 868,600 MHz | Ús no especificat   | 25mW                        | Sense requeriment | 1% o LBT + AFA                    |
| 868,600 MHz a 868,700 MHz | Alarmes             | 10 mW                       | 25 KHz            | 1%                                |
| 868,700 MHz a 869,200 MHz | Ús no especificat   | 25mW                        | Sense requeriment | 0,1% o LBT + AFA                  |
| 869,200 MHz a 869,250 MHz | Alarmes             | 10 mW                       | 25 KHz            | 0,1 %                             |
| 869,250 MHz a 869,300 MHz | Alarmes             | 10 mW                       | 25 KHz            | 0,1 %                             |
| 869,300 MHz a 869,400 MHz | Alarmes             | 10 mW                       | 25 KHz            | 1%                                |
| 869,400 MHz a 869,650 MHz | Ús no especificat   | 500 mW                      | ≤25 kHz           | 10% o LBT + AFA                   |
| 869,650 MHz a 869,700 MHz | Alarmes             | 25mW                        | 25 KHz            | 10%                               |
| 869,700 MHz a 870,000 MHz | Ús no especificat   | 25mW                        | Sense requeriment | 1% o LBT + AFA                    |
| 869,700 MHz a 870,000 MHz | Ús no especificat   | 5mW                         | Sense requeriment | Sense restricció                  |